# Robert W. Lowndes
Robert Augustine Ward „Doc“ Lowndes (geboren am 4. September 1916 in Bridgeport, Connecticut; gestorben am 14. Juli 1998 in Newport, Rhode Island) war ein amerikanischer Science-Fiction-Autor und -Herausgeber.

## Leben
Lowndes war der Sohn von Henry Irving Lowndes und von Fanny Raymond, geborene Stevens. Nach dem Besuch der High School in Darien und des Community College in Stamford arbeitete er in den Jahren der Depression in unterschiedlichen Berufen – unter anderem als Pförtner, Verkäufer und als Helfer auf einer Geflügelfarm – und nahm auch mehrfach an Arbeitsbeschaffungsmaßnahmen des Civilian Conservation Corps teil.
Lowndes beteiligte sich schon sehr früh am entstehenden SF-Fandom. 1933 abonnierte er das Science Fiction Digest, eines der ersten SF-Fanzines und 1935 etablierte er eine Untergruppe der Science Fiction League in Stamford. Er war auch eines der Gründungsmitglieder der Futurians, einer Gruppe New Yorker SF-Fans, aus deren Mitgliedern sich zahlreiche wichtige SF-Herausgeber und -Autoren rekrutieren sollte, wie es bei Lowndes exemplarisch der Fall war. Als Fan war Lowndes Autor zahlreicher Beiträge, wobei er eine große Zahl von Pseudonymen (geschätzt 50) verwendete. Zu den von ihm veröffentlichten Fanzines zählen Le Vombeiteur (1938–1940) und Vagrant (1938–1939), außerdem war er Herausgeber der Apazines Agenbite of Inwit (1942–1946) und Afterthoughts (1945).
Ab Anfang der 1940er begann Lowndes für Columbia Publications zu arbeiten, einen Verlag, in dem zahlreiche Pulp-Magazine unterschiedlicher Genres erschienen. Neben Western- und Krimireihen waren das vor allem Science-Fiction-Magazine, wo Lowndes in den folgenden Jahrzehnten als Herausgeber wirkte, unter anderem für:
- Future Science Fiction, April 1941 – April 1960
- Science Fiction Quarterly, Winter 1941/1942 – Februar 1958
- Science Fiction Stories, April 1943 – Mai 1960
- Dynamic Science Fiction, Dezember 1952 – Januar 1954
- The Magazine of Horror, August 1963 – April 1974
- Startling Mystery Stories, Sommer 1966 – März 1971
- Famous Science Fiction , Winter 1967/1967 – Frühjahr 1969
- Weird Terror Tales, Winter 1969 – Herbst 1970
- Bizarre Fantasy Tales, Herbst 1970 – März 1971

Außerdem gab Lowndes von 1956 bis 1968 mit einer kurzen Unterbrechung 1958 die Science-Fiction-Reihe von Avalon Books heraus, wo er bis auf vier Ausgaben Herausgeber sämtlicher Bände war.
Nach 1971 war er Herausgeber der Gernsback-Magazine Sexology und Luz. Von 1978 bis 1984 war er Leiter der Herstellung für Luz und von 1978 bis 1989 betreute er außerdem die Magazine Radio-Electronics, Special Projects, Hands-On Electronics und Computer Digest.
Als SF-Autor trat Lowndes in den Magazinen erstmals 1935 mit Letter: Report of the Plutonian Ambassador in Erscheinung, was allerdings als Beitrag im Leserbriefteil von Wonder Stories erschien. Die erste reguläre Erzählung war A Legend of Lanth (1938). Neben Kurzgeschichten verfasste Lowndes auch vier Romane, einen davon zusammen mit James Blish, so wie er auch bei seinen Kurzgeschichten gern mit Kollegen aus der Zeit der Futurians zusammenarbeitete und diese auch öfters als Autoren für die von ihm herausgegebenen Zeitschriften in Anspruch nahm.
1991 wurde Lowndes der First Fandom Hall of Fame Award verliehen. Er war 1969 Ehrengast der Lunacon 12 und 1973 bei der Boskone 10. Für das postum 2004 erschienene, zusammen mit Mike Ashley verfasste The Gernsback Days, eine Geschichte der frühen Tage der Science-Fiction, wurde er 2005 für den Locus Award nominiert.
Lowndes hatte 1948 Dorothy Sedor Rogalin geheiratet, von der er 1974 geschieden wurde. Er starb 1998 im Alter von 82 Jahren.

## Bibliografie
Romane
- Mystery of the Third Mine (1953)
- The Duplicated Man (1953, mit James Blish)
  - Deutsch: Der kopierte Mann, Bastei Lübbe Science Fiction Action #21155, 1982, ISBN 3-404-21155-3.
- Believers’ World (1961)
  - Deutsch: Das Rätsel Carolus, Pabel Utopia #364, 1963
- The Puzzle Planet (1961)
  - Deutsch: Das Rätsel Carolus, Pabel Utopia #357, 1962

Sammlung
- Science Fiction by Robert W. Lowndes (2013)

Sachliteratur
- Three Faces of Science Fiction (1973)
- Bok (1974, mit Gerry de la Ree, Hannes Bok, Jack Cordes, Ben P. Indick und Calvin Thomas Beck)
- The Gernsback Days (2004, mit Mike Ashley)

Kurzgeschichten
- Letter: Report of the Plutonian Ambassador (1935, als Sir Doc Lowndes)
- A Legend of Lanth (1938)
- Daughter of Moonlight (1939)
- And Satan Came (1940)
- My Lady of the Emerald (1941, als Wilfred Owen Morley)
- A Green Cloud Came (1941)
- The Abyss (1941)
- Mataiya (1941)
- The Martians Are Coming (1941, mit C. M. Kornbluth und Donald A. Wollheim)
- Black Flames (1941, mit Donald A. Wollheim, auch als Lawrence Woods, auch als The Thought Monsters)
- Exiles of New Planet (1941, mit Frederik Pohl und C. M. Kornbluth, als Paul Dennis Lavond)
- The Castle on Outerplanet (1941, mit Frederik Pohl und C. M. Kornbluth, auch als S. D. Gottesman)
- The Doll Master (1941, als Paul Dennis Lavond)
- The Other (1941)
- The Strange Sad Story of Joe (1941)
- The Grey One (1941)
- The Colossus of Maia (1941, mit Donald A. Wollheim, auch als Lawrence Woods)
- A Matter of Philosophy (1941, als Wilfred Owen Morley)
- The Mantle of Graag (1941, mit Henry Dockweiller und Frederik Pohl, auch als Paul Dennis Lavond)
- No Star Shall Fall (1941, auch als Wilfred Owen Morley)
- Quarry (1941, als Mallory Kent)
- Something from Beyond (1941, mit Dirk Wylie und Frederik Pohl, als Paul Dennis Lavond)
- Einstein’s Planetoid (1942, mit Frederik Pohl und C. M. Kornbluth, als Paul Dennis Lavond)
- The Inheritors (1942, mit John B. Michel)
- The Lemmings (1942, als Wilfred Owen Morley)
- Lure of the Lily (1942, auch als Lilies, 1967)
- The Long Wall (1942, auch als Wilfred Owen Morley, auch als Settler’s Wall, 1968)
  - Deutsch: Settlers Mauer, in: Frank Festa (Hrsg.): H. P. Lovecrafts Necronomicon. Festa, 2018, ISBN 978-3-86552-324-2.
- Passage to Sharanee (1942, als Carol Grey)
- Blacklist (1942)
- A Message for Jean (1942, als Wilfred Owen Morley)
- The Peacemakers (1942, als Mallory Kent)
- The Slim People (1942, als Wilfred Owen Morley)
- Highway (1942, auch als Wilfred Owen Morley, auch als The Road to Nowhere)
- The Collector (1942, als Mallory Kent)
- The Extrapolated Dimwit (1942, mit C. M. Kornbluth und Frederik Pohl, auch als S. D. Gottesman)
- Leapers (1942, auch als Carol Grey)
- The Deliverers (1942, als Richard Morrison)
- ... Does Not Imply ... (1943, als Wilfred Owen Morley)
- Chaos, Co-Ordinated (1946, mit James Blish, als John MacDougal)
- Star of the Undead (1948, mit Dirk Wylie und Frederik Pohl, als Paul Dennis Lavond)
- Dhactwhu! – Remember? (1949, mit Forrest J. Ackerman, als Wilfred Owen Morley und Jacques DeForest Erman)
- The Troubadour (1951)
- Intervention (1952, auch als Michael Sherman)
- A Matter of Faith (1952, als Michael Sherman)
- The Fourth Invasion (1956, auch als Henry Josephs)
- Object Lesson (1958, als Carl Groener)
- Clarissa (1963)